# Arabodzhagy
Arabodzhagy (ryska: Арабоджагы) är en ort i Azerbajdzjan.   Den ligger i distriktet Ağdaş Rayonu, i den centrala delen av landet, 210 kilometer väster om huvudstaden Baku. Arabodzhagy ligger 87 meter över havet och antalet invånare är 891.
Terrängen runt Arabodzhagy är platt åt sydväst, men åt nordost är den kuperad. Närmaste större samhälle är Ağdaş, 11,5 kilometer sydost om Arabodzhagy. 
Trakten runt Arabodzhagy består till största delen av jordbruksmark. Runt Arabodzhagy är det ganska tätbefolkat, med 90 invånare per kvadratkilometer.